# Saint-Imier
Saint-Imier és un municipi del cantó de Berna (Suïssa), situat al districte de Courtelary.